# Leif Mårtensson
Leif Anders Mårtensson, född 1 mars 1937 i Laholms stadsförsamling i Hallands län, är en svensk militär.

## Biografi
Mårtensson avlade officersexamen vid Krigsskolan 1960 och utnämndes samma år till fänrik i armén. Han befordrades till kapten vid Smålands artilleriregemente 1968 och inträdde i Generalstabskåren 1971, varefter han tjänstgjorde vid Försvarsstaben 1971–1974 och befordrades till major 1972. Han tjänstgjorde vid Gotlands artilleriregemente 1974–1975, överfördes till Generalstabskåren 1975 och var sektionschef vid Gotlands militärkommando från 1975. År 1977 utnämndes han till överstelöjtnant i Generalstabskåren, varefter han var lärare vid Försvarshögskolan 1981–1982. År 1982 befordrades han till överste, varefter han var utbildningschef vid Bodens artilleriregemente tillika ställföreträdande befälhavare för Bodens försvarsområde 1982–1986. Åren 1986–1993 var Mårtensson chef för Wendes artilleriregemente, varefter han tjänstgjorde i United Nations Iraq-Kuwait Observation Mission 1993–1994.
Sedan 1994 är Mårtensson chef för Artillerimuseet, som ligger söder om Kristianstad.